# أحبال صوتية
الأحبال الصوتية أو الأوتار الصوتية (بالإنجليزية: Vocal cords) أو الطيات الصوتية (بالإنجليزية: vocal folds)، وهي تتألف من زوج من الأغشية المخاطية الممتدة عرضيا داخل الحنجرة، وتهتز عند مرور الهواء فيها لإخراج الصوت، يتحكم فيها العصب الحائر وتمتاز باللون الأبيض لقلة مرور الدورة الدموية عبرها. وهي رزمتان من الألياف العضلية الموجودة في الحنجرة «التي تسمى مجازيًا صندوق الصوت»، وتقع مباشرة أعلى القصبة الهوائية (الرغامى) أو المجاري الهوائية، أو الحبال الصوتية تؤلف الصوت عندما ينفث الهواء المحتبس في الرئتين، ويمر بالحبال الصوتية المغلقة، دافعًا إياها للاهتزاز.

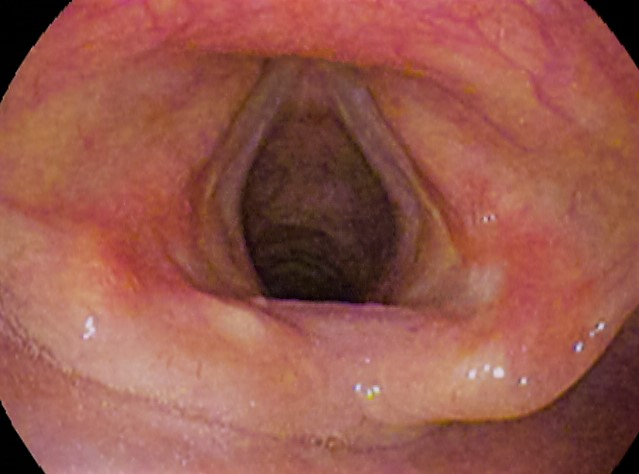
الطيَّتان الصوتيّتان (مفتوحتان)

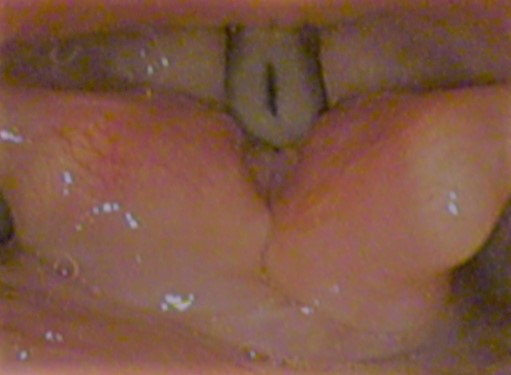
الطيّتان الصوتيَّتان(عند الكلام)

## البنية
تتوضَّع الطيَّات الصوتيّة داخل الحنجرة عند قمَّة الرُغامى، وتتصل الطيَّات خلفيًَّا بالغضروفين الطرجهاليين وأماميًَّا بالغضروف الدرقيّ. تُشكِّلُ الطيَّات الصوتيّة جزءًا من المزمار الذي يتضمَّن أيضًا مِشَقَّ المزمار. تتصل حوافها الخارجيّة بعضلات الحَنْجَرة بينما تكون حوافها الداخليّة، أو هوامشها حرَّةً مُشكِّلَةً فتحة تُدعى مِشَقَّ المِزمَار. جديرٌ بالذكر أن الطيَّات الصوتيّة تتغطَّى بالظهارة ولكنها تحتوي داخلها على القليل من الألياف العضليّة التي تُدعى بالعضلات الصوتيّة وترتكز هذه العضلات بإحكام على الجزء الأمامي من الرباط قرب الغضروف الدرقيّ. كما تبدو الطيَّات الصوتيّة بشكل أشرطة مثلثيّة مُسطَّحة وذات لون أبيض لُؤلُؤيّ. ويتوضع فوق كلا جانبيّ المِزمار الطيَّاتُ الدِهلِيزيَّة أو الطيَّات الكاذِبَة والتي تحصر بينها كيسًا صغيرًا.

يتوضَّعُ لِسَانُ المِزمَار فوق الحنجرة، ويغلقها خلال البلع مما يؤدي إلى منع دخول الطعام في الحنجرة ودخوله إلى المريء (جهاز الهضم) بدلًا من ذلك. إذا دخل طعامٌ أو شراب إلى الرُغامى ولامس الطيَّات الصوتيّة فإنه سيُسبِّبُ منعكس السُعال لإخراج المادة المثيرة (الطعام أو الشراب) لمنع الرشف الرئوي.

### الاختلافات
يتنوع قياس الطيَّات الصوتيّة (الحبال الصوتيّة) بين الذكور والإناث. يكون للذكور البالغين عادةً طبقة صوت أخفض لامتلاكهم طيَّاتٍ (حبالٍ) صوتيّة أطول وأثخن، حيث يتراوح طول الطيَّات الصوتيّة لدى الذكر ما بين 1.75 سم و2.5 سم، بينما يتراوح طول الطيّات الصوتيّة لدى الإناث بين 1.25 سم و1.75 . بينما تكون الطيَّات الصوتيّة لدى الأطفال أقصر من تلك الموجودة لدى البالغين (ذكورًا وإناثًا). يُسبب الاختلاف بين الذكور والإناث في طول وثخانة الطيّات الصوتيّة اختلافًا في طبقة الصوت. بالإضافة إلى ذلك، تُسبِّب عواملُ وراثيّة اختلافات بين أفراد الجنس ذاته، مما يسمح بتصنيف أصوات الذكور والإناث في أنماط صوتيّة.

### الطيات الصوتية الكاذبة
تُدعى الطيَّات الصوتيّة أحيانًا 'الطيَّات الصوتيّة الحقيقيّة' لتمييزها عن 'الطيّات الصوتيّة الكاذبة' المعروفة باسم الطيّات الدهليزيّة أو الطيّات البطينيّة. وهي عبارة عن زوج من الطيّات الثخينة من الغشاء المخاطيّ، تحمي الطيَّات الصوتيّة الحقيقيّة وتتوضع أعلاها بقليل. لها دورٌ صغير في التصويت، ولكنها تُستخدم غالبًا لإنتاج نغمات رنَّانة عميقة كما في ترانيم أهل التبت  وغناء «توفان» الحنجري المنغولي  الذي يخرج من الحلق.

### الأنسجة
تتألف الحبال الصوتيّة البالغة عند الإنسان من بنى مؤلفة من طبقات تختلف فيما بينها على المستوى النسيجيّ. الطبقة الأعلى منها تحتوي على ظهارة مُسطَّحة مُطبّقة ويحدُّها ظهارة مُطبَّقة كاذبة مُهدَّبة. ويتغطَّى السطح الداخليّ لهذه الظهارة المُسطَّحة بطبقة من المخاطية (تخدم كتصفية مخاطيّ هدبيّ) تتألف من طبقتين أحدهما موسينيّة والأخرى مصليّة، كلا الطبقتين المخاطيتين تُقدِّمان بيئة لزجة ومائيّة للأهداب التي تضرب خلفيًا وإلى الأعلى. تحافظ المصفاة المخاطيّة الهدبيّة على الطيّات الصوتيّة نديَّةً ومُشحَّمةً.

ترتبط الطبقة الأدميّة بالنسيج الضام الأعمق بواسطة الغشاء القاعديّ. وبسبب البروتينات الليفيّة غير المتبلورة الأوليّة والبروتينات الغير ليفيّة في الصفيحة المخصوصة، يستخدم الغشاء القاعديّ خيوط إرساء قويّة كالكولاكجين ولتأمين شق الجسيم الرابط للخلية القاعديّة لترتبط الصفيحة المخصوصة. وتكون هذه الاتباطات قويّة بما فيه الكفاية لتصمد أمام الشدّ والخفقان الذي تخصَّصت الحنجرة للقيام به. تتحدَّد كثافة بعض الألياف الإرساء في الغشاء القاعديّ، كالكولاجين 4 وراثيًَّا، وهذه العوامل الوراثيّة قد تؤثر على صحة وإمراضيَّة الطيَّات الصوتيّة.

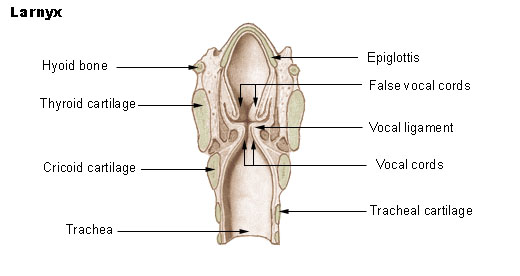
رسم للحنجرة، يُظهر الأربطة الصوتيّة

و تشمل الطبقات الثلاث الأخرى صفيحة من عديدات السكاريد الشحميّة (LPs) والتي يتطبَّق تكوينها النسيجيّ بألياف الإيلاستين والكولاجين، وتتخلَّلُها أرومات الليف وأرومات الليف العضليّة والبالعات بشكل منفصل. وتتألف الطبقة السطحيّة من عديدات السكاريد الشحميّة التي تُعرف باسم حيِّز راينكه، تتألف من مادة غير متبلورة وألياف دقيقة تسمح بـ«انزلاق» الطبقة المُغطية للطبقة العميقة بسهولة. تُعزى الخصائص الاهتزازيّة واللزوجيّة المرنة للحبال الصوتيّة البشريّة بشكل رئيسي للتركيب الجزيئي للطبقة السطحيّة لعديدات السكاريد الشحميّة. يكون حيِّز راينكه الشبيه بالهلام رخوًا جدًا في الطيّة الصوتيّة الطبيعيّة ويمتلك وفرَةً من البروتينات الخلاليّة كحمض الهيالورونيك والفبرونكيتن البروتوغليكان كالفيبروموديولين بالإضافة إلى الديكورين والفريسيكان. تنظِّمُ جميع هذه المكونات (و هي من مكونات النسيج خارج الخلويّ أو المطرس خارج الخلويّ) المحتوى المائي من الطيّات الصوتيّة. وتُشكِّلُ الظهارة السطحيّة والصفيحة المخصوصة السطحيّة، تُشكلان معًا المخاطيّة الصوتيّة التي تخدم كمكون اهتزازيّ في التصويت. حيث تهتز الطبقة المخاطيّة بتواتر ما بين 100 و1.000 هرتز وتنزاح بمقدار 1 مم تقريبًا. تتألف الطبقة الوسطة من عديدات السكاريد الشحميّة بشكل رئيسيّ من ألياف الإيلاستين بينما تتألف الطبقة العميقة من عديدات السكاريد الشحميّة من إيلاستين أقل وألياف كولاجين أكثر. الحدود المتمايزة بين هاتين الطبقتين قليلة ولكنهما قاسيتان أكثر من الطبقات السطحيّة. وتُشكِّلُ الطبقات المتوسطة والعميقة من عديدات السكادريد الشحميّة الأربطة الصوتيّة التي تُحاط بالطيَّات الصوتيّة، وتكون هذه الأربطة مسؤولة عن توتير الطيَّات الصوتيّة عند التصويت. وداخل النسيج خارج الخلويّ للأربطة الصوتيّة، يكون للبروتينات الليفيّة كالإيلاستين والكولاجين دور محوريّ في تحقيق الخاصيّة الكيميائيّة الحيويّة المرونيّة الملائمة للطيات الصوتيّة. تمنح ألياف الإيلاستين الطيَّاتِ الصوتيّة المرونة، بينما يكون الكولاجين مسؤولًا عن المقاومة والمطاوعة للقوّة التوتريّة. يتراوح مستوى التوتر الطبيعيّ للأربطة الصوتيّة من 0 وحتى 15% خلال التصويت وتُبرز هذه البروتينات الليفيّة اختلافات التوزُّع المكاني والزماني بحسب أرومات الليف المتغيّر في النسيج خلال النضج والتقدُّم بالعمر. يبدو كل رباط صوتيّ كحزمة صفراء من النسيج المرن المرتبط أماميًا بزاوية الغضروف الدرقيّ وخلفيًَّا بالناتئ الصوتيّ للغضروف الطرجهاليّ.

### التطور

#### عند حديثي الولادة
يمتلك حديثو الولادة صفيحة مخصوصة وحيدة الطبقة موحَّدة لدى جميهم، تبدو هذه الصفيحة رخوة دون وجود رباط صوتيّ. وتتألف الصفيحة المخصوصة أحاديّة الطبقة من مواد أرضيّة (المواد التي تملأ النسيج خارج الخلويّ تحديدًا المسافات بين الألياف والخلايا) كحمض الهيالورونيك والفيبرونكتين وأرومات الليف والألياف المرنة وألياف الكولاجين. بينما تكون المكونات الليفية متناثرة وقليلة، مما يجعل بنية الصفيحة المخصوصة رخوة ويكون المحتوى من حمض الهيالورونيك عالٍ.

تكون كمية حمض الهيالورونيك ضخمة، بالإضافة إلى الغليكوزأمينوغليكان ذو الشحنة السلبيّة والذي يُوفِّرُ انجذابه القويّ للماء خصائصَ حمض الهيالورونيك المرونيّة اللزجة وامتصاصيته للصدمة وهاتان الخاصيَّتان ضروريَّتان للآلية الحيويّة الصوتيّة. إن اللزوجة والمرونة خاصيَّتان محوريَّتان في عمليّة التصويت. قاس الباحثون شانت وجراي وتيتز تأثير حمض الهيالورونيك على لزوجة ومرونة الطيّتين الصوتيَّتين بمقارنة خصائص الأنسجة مع الحمض وبدونه. أظهرت النتائج أن إزالة حمض الهيالورونيك قلَّلت ارتباط الطيتين الصوتيَّتين بمعدَّل 35%، ولكنها زادت اللزوجة الحركيّة بمعدَّل 75% بتواترات أعلى من 1 هرتز. وقد تبيَّن أن الأطفال الخاضعين لهذا الإجراء يبكون بمعدَّل 6.7 ساعة يوميًَّا في الشهور الثلاثة الأولى من الحياة خارج الرحم، وبحِدَّة صوت مصونة تواترها 400–600 هرتز وفترة مستمرة لحوالي الساعتين يوميًَّا. بينما ستؤدي عملية الإزالة لدى البالغين بشكل سريع لحدوث وذمة وبالتالي فقدان الصوت. كما قدَّم شفينفورث وآخرون فرضيَّةً تقول بأن وجود محتوى كبير من حمض الهيالورونيك وتوزُّعه في الطيَّات الصوتيّة لدى حديثي الولادة يترافق مباشرةً مع بكاء مستمر. هذه الاختلافات في تكوين الطيَّات الصوتيّة لدى حديثي الولادة سيؤدي لعدم قدرة الوليد على النطق بالأصوات، إلى جانب حقيقة أن الصفيحة المخصوصة لديهم بنية موحَّدة لا تحتوي على رباط صوتي. ستتطور البنية المُطبَّقة الضروريّة للتصويت خلال الطفولة وحتى المراهقة.

تكون أرومات الليف في حيز راينكه لدى حديثي الولادة غير ناضجة بعد، وبتظهر بشكل بيضيّ، ويكون معدل النواة للهيولى كبيرًا. كما وتكون الشبكة الإندوبلازميّة الخشنة وجهاز غولجي، يبدوان تحت المجهر الإلكترونيّ غير متطورين إلى حدٍ كبير، مما يشير إلى أن الخلايا في طور راحة. كما وتكون الألياف الكولاجينيّة والشبكيّة في الطيَّات الصوتيّة لحديثي الولادة أقل مما هي عليه في البالغ، بالإضافة إلى عدم نضج نسيج الطيَّتين الصوتيَّتين.

لدى الأطفال، تبدو العديد من المكونات الليفيّة مُمتدَّةً من البقعة الصفراء باتجاه حيِّز راينكه. يكون الفيبرونكتين وفيرًا جدًا في حيِّز رانكيه عند حديثي الولادة والأطفال. والفيبرونكتين عباة عن بروتين سكريّ، يُعتقد أنه يقوم بدور القالب في عملية الترسيب الموجَّه لألياف الكولاجين، وبالتالي تحقيق الاستقرار لِلُيَيفات الكولاجين. كما يقوم الفيبرونكتين بدور الهيكل عند تشكيل النسيج المرن. ويبدو أن الألياف الكولاجينيّ’ والشبكيّة تمتد على طول حواف الطيَّتين الصوتيَّتين من خلال كامل الصفيحة المخصوصة. ويبدو أن الفيبرونكيتن في حيِّز راينكه دليلًا لهذه الألياف كما وموجِّه لترسيب اللُييفات. تبقى الألياف المرنة متناثرة وغير ناضجة خلال الطفولة ويكون معظمها مصنوعًا من اللُييفات الدقيقة. كما أن أرومات الليف في حيِّز رانكيه عند الأطفال متناثرة أيضًا ولكن ذات شكل مغزليّ، وتكون بنيتا جهاز غولجي والشبكة الإندوبلازميّة الخشنة غير متطورتان إلى حدٍ كبير، مما يشير إلى كون هذه الخلايا (أرومات الليف) على الأغلب في طور الراحة، على الرغم من شكلها المغزليّ. ويُرى إلى جوار أرومات الليف مواد مُطلقة حديثًا ضئيلة الكميّة. أما بالنسبة لمحتوى المادة الأرضيّة (المادة التي تملأ الفراغان بين الخلايا والألياف في النسيج خارج الخلويّ) في حيّز راينكه عند الأطفال، فيبدو أنها تنقص مع مرور الوقت بزيادة محتوى المكوِّن الليفيّ، وبالتالي تتغير بنية الطيّة الصوتيّة ببطئ.

#### عند البالغين
الطيّة الصوتيّة البشريّة بنية ثنائيّة (يوجد منها اثنتان) تتوضَّع في الحنجرة، فوق الرُغامى قليلًا، وتهتز الطيّة الصوتيّة أثناء التصويت وقد تتلاقيان. تبلغ الطيّة الصوتيّة 12-24 مم طولًا و3–5 مم ثخانةً. نسيجيًَّا، الطيَّة الصوتيّة البشريّة بنيةٌ صفائحيّة مؤلفة من خمس طبقات مختلفة. كما تحتوي الطيّة الصوتيّة على العضلة الصوتيّة التي تمثِّلُ الكتلة الرئيسية من الطيّة الصوتيّة وتكون هذه العضلة مُغطَّاة بالمخاطيّة التي تتألف بدورها من الظهارة والصفيحة المخصوصة. وإن تُمثِّلُ الأخيرة طبقة مُطاوِعَة من النسيج الضام الذي يُقسم فرعيًَّا بدوره إلى ثلاث طبقات: الطبقة السطحيّة والطبقة المتوسطة والطبقة العميقة. يتم تمييز الطبقات عبر النظر إلى الاختلاف إما في محتوى الخليّة أو في محتوى النسيج خارج الخلويّ (المطرس خارج الخلويّ)، وتُمثِّلُ طريقة النظر إلى الاختلاف في محتويات النسيج خارج الخلويّ الطريقة الأشيع. تحتوي الطبقة السطحيّة من الصفيحة المخصوصة على ألياف مرنة وكولاجينيّة أقل ما هو عليه في الطبقتين الأُخرتين، وبالتالي فهي أكثر رخاوةً ومطاوعةً. بينما تتألف الطبقة المتوسطة في معظمها من الألياف المرنة، أما الطبقة العميقة فتحتوي على ألياف مرنة أقل وألياف كولاجينيّة أكثر. وفي هاتين الطبقتين (المتوسطة والعميقة) واللتان تُشكلان ما يُعرف باسم الرباط الصوتيّ، تتحزَّم الألياف المرنة والكولاجينيّة على شكل حزم تمر متوازيَةً إلى حافة الطيّة الصوتيّة.

يتألف النسيج خارج الخلويّ للطية الصوتيّة من بروتينات ليفيّة كالكولاجين والإيلاستين ومن جزيئات خلاليّة كحمض الهيالورونيك والغليكوزأمينوغليكان غير الكبريتيّ. وبينما تكون الطبقة السطحيّة من الصفيحة المخصوصة أفقر في ما يَخص الألياف المرنة والكولاجينيّة، تتألف الطبقتان المتوسطة والعميقة بمعظمهما من هذه الألياف مع ملاحظة أن تركيز الألياف المرنة يتناقص بالاقتراب من العضلة الصوتيّة بينما يزداد تركيز الألياف الكولاجينيّة باتجاه العضلة. تلعب البروتينات الليفيّة والجزيئات الخلاليّة أدوارًا مختلفة في النسيج خارج الخلويّ. فبينما يُقدِّم بروتين الكولاجين (معظمه من النمط I) القوَّة والدعم البنيويّ للنسيح وهو أمر مفيد في تحمُّل الضغوط ومقاومة التشوُّهات عندما تتعرَّض الطيّة لقوة ما، فإن ألياف الإيلاستين تمنح النسيج المرونة مما يسمح بعودة النسيج إلى الشكل الأصليّ بعد زوال القوّة المسببة للتشوُّه. كما تلعب البروتينات الخلاليّة كحمض الهيالورونيك دورًا حيويًا وميكانيكيًا هامًا في نسيج الطيّة الصوتيّة. ففي نسيج الطيّة الصوتيّة، يؤثِّرُ حمض الهيالورونيك (أحد بروتينات النسيج خارج الخلويّ) على لزوجة النسيج ويملأ الفراغ الموجود في النسيج بالإضافة إلى دوره في امتصاص الصدمات والتئام الجروح وتشجيع الهجرة الخلويّة (في الحالات المناعيّة). وقد ثبت تأثر توزع هذه البروتينات والجزيئات الخلاليّة، تأثره بالعمر والجنس، ويُحافظ على هذا المحتوى بواسطة أرومات الليف.

#### النضج
تختلف بنية الطيَّتين الصوتيَّتين عند البالغين عمَّا هو عليه عند حديثي الولادة. وما تزال كيفيّة نضج الطيَّة الصوتيّة بشكل دقيق من شكلها أحادي الطبقة غير الناضج في حديثي الولادة وتحوُّلها إلى شكلها الناضج ثلاثي الطبقات في البالغين، ما تزال غير معروفة، على أي حال، هناك عدد قليل من الدراسات التي حقَّقت بشأن هذه المواضيع وطرحت بعض الإجابات.

وجد هيارنو وآخرون أن حديثي الولادة لا يملكون صفيحة مخصوصة حقيقيّة، ولكن بدلًا عنها لديهم مناطق خلويّة تُدعى البقع الصفراء، وهي تتوضَّع عند النهايتين الأمامية والخلفيّة لنسيج الطيّة الصوتيّة الرخو. وقد فحص الباحثان بوسيلي وهارتنك تطوُّر ونضج الصفيحة المخصوصة للطيَّتين الصوتيَّتين عند أطفال. جديرٌ بالذكر أن هارتنك أول شخص يُعرِّف كل طبقة بتغيُّر تركيزها الخلويّ. وقد وجد أيضًا أن الصفيحة المخصوصة أحادية الطبقة عند الولادة وبعد ذلك لوقت قليل تحوي كمية ضخمة من الخلايا، وبالتالي تأكدت ملاحظات هارينو. وبعمر الشهرين، تبدأ الطيّة الصوتيّة بالتمايز والتحوُّل إلى بنية ثنائية الطبقات وذلك عن طريق اختلاف التركيز الخلوي بين هاتين الطبقتين، حيث تكون الطبقة السطحيّة أقل كثافةً خلويّة من العميقة. وبحلول الشهر الحادي عشر، تبدأ البنية بأخذ الشكل ثلاثيّ الطبقات كما يُلاحظ في بعض العينات، ومجددًا بالطريقة ذاتها عبر الاختلاف في الكثافة الخلويّة بين الطبقات المتمايزة، حيث تبقى الطبقة السطحيّة ذات عدد منخفض من الخلايا، ومن ثُمَّ طبقة متوسطة تحوي خلايا أكثر مما هو موجود في الطبقة السطحيّة، ومن ثُمَّ طبقة عميقة تتوضَّع على العضلة الصوتيّة مباشرةً. وعلى الرغم من أن الطيَّة الصوتيّة تبدو كما لو أنها تبدأ بالانتظام، فهذا لا يُمثّل البنية ثلاثيّة الصفائح (الصفيحة المخصوصة لدى البالغين مُكوَّنة من ثلاث طبقات) الموجودة في أنسجة الطيّات الصوتيّة لدى البالغين، حيث يكون تمايز الطبقات النسيجيّة باختلاف المكوِّنات الليفيّة المرنة والكولاجينيّة. وبعمر السابعة، تُظهِر جميع العينات الطيّة الصوتيّة ببنية ثلاثيّة الطبقات، اعتمادًا على الكثافة الخلويّة المختلفة بين هذه الطبقات. وعند هذه النقطة، تبقى الطبقة السطحيّة أقل الطبقات من حيث عدد الخلايا، بينما تكون الطبقة المتوسطة ذات عدد خلايا أكثر مما هو عليه في الطبقة السطحيّة بالإضافة إلى اشتمالها على محتوى هائل من ألياف الإيلاستين (الألياف المرنة) وألياف الكولاجين، أما الطبقة العميقة فتكون ذات كثافة خلويّة أقل. مجددًا، لا يمكن مقارنة التميُّز بين هذه الطبقات الخلويّة في هذه المرحلة والتميُّز بينها في نسيج البالغ. لا يظهر نضج الطيّة الصوتيّة قبل سن الثالثة عشر، حيث يمكن عندها تعريف الطبقات الخلويّة بتوضُّع الألياف بدلًا من الكثافة الخلويّة المتمايزة. يُظهر النموذج في هذه المرحلة طبقة سطحيّة قليلة الكثافة الخلويّة متبوعةً بطبقة متوسطة تتألف في معظمها من ألياف الإيلاستين (الألياف المرنة)، وطبقة أعمق تتألف في معظمها من ألياف الكولاجين. يُمكن أن يُشاهد هذا النموذج في العينات الأقدم حتى عينات عمر السابعة عشر وفوق. وتوفِّرُ هذه الدراسة طريقة لطيفة لتأمل تطوُّر الطيّة الصوتيّة من مرحلة عدم النضج إلى مرحلة الطيّة الصوتيّة الناضجة، ولكن هذه الدراسة لا تُقدم شرحًا لآلية النضج.

#### البقع الصفراء
تقع البقع الصفراء عند النهايتين الأماميّة والخلفيّة للأجزاء الغشائية من الطيّة الصوتيّة. وتركيبها النسيجيّ فريدٌ من نوعه ومُميَّز، وقد تكهَّن ساتو وهيرانو بأنه قد تلعب دورًا مهمًا في نمو وتطوٌّر الطيّة الصوتيّة مع التقدُّم بالعمر. تتكون البقعة الصفراء من أرومات الليف والمواد الأرضيّة والألياف المرنة والكولاجينيّة. تكون أرومات الليف هنا بشكل مغزليّ أو نجميّ. وقد لُوحظ أن أرومات الليف هنا في حالة نشاط، ووجود بعض المواد المُطلقة حديثًا غير المتبلورة على سطح هذه الخلايا (أرومات الليف). ومن وجهة نظر ميكانيكيّة حيويّة، دور البقعة الصفراء هامٌ للغاية، تقترح دراسات
هيرانو وساتو أن البقعة الصفراء مسؤولة عن تصنيع المكوِّنات الليفيّة للطيّة الصوتيّة. تم العثور على أرومات الليف معظمها مرتبطًا باتجاه الرباط الصوتيّ، على طول حزم الألياف. اِقتُرِحَ فيما بعد أن الغط الميكانيكيّ خلال التصويت يحرِّضُ أرومات الليف لتصنيع هذه الألياف.

#### تأثير الصوت
تُعتبر خصائص الصفيحة المخصوصة في الطيّة الصوتيّة البشريّة اللزوجيّة (الخصائص المُتعلِّقة باللزوجة) هامة وحيويّة لكي تهتزَّ هذه الطيَّات، وتعتمد هذه الخصائص على تركيب وبنية النسيج خارج الخلويّ. تمتلك الطيّة الصوتيّة البالغة بنية طبقيّة، طبقات متمايزة عن بعضها بتوزُّع النسيج خارج الخلويّ فيها. بينام في حديثي الولادة، لا تمتلك الطيّة الصوتيّة هذه البنية الطبقيّة، حيث تكون بنية طيَّاتهم الصوتيّة مُوحَّدة وغير ناضجة مما يجعل خصائصها اللزوجيّة المرونيّة على الأرجح غير ملائمة للتصويت. يلعب حمض الهيالورونيك دورًا هامًا في الميكانيكا الحيويّة للطيّة الصوتيّة. في الواقع، وُصف حمض الهيالورونيك بأنه جزيئة النسيج خارج الخلويّ الوحيدة التي لا تساهم في الحفاظ على اللزوجة المُثلى للنسيج مما يسمح بالتصويت فقط، بل أكثر من ذلك تساهم في تحقيق الصلابة الملائمة للنسيج التي تسمح له بالتحكُّم بتردد التصويت. وإن CD44 مستقبلٌ لحمض الهيالورونيك على سطوح الخلايا. وكما هو معروف فخلايا أرومات الليف مسؤولة عن تصنيع جزيئات النسيج خارج الخلويّ. مستقبلات النسيج خارج الخلويّ الموجودة على سطح الخلايا بدورها تعطي تغذية راجعة إلى الخلايا من خلال التفاعل عبر النسيج خارج الخلويّ، مما يسمح بتنظيم الاستقلاب.

نفَّذ ساتو وآخرون تحقيق نسيجيّ عن إمراضيّة (عملية تشريح مرضيّ) على طيّات صوتيّة بشريّة غير مُصوِّتة، بأخذ عينات لمخاطيات طيَّات صوتيّة لم تُصوِّت (لم تصدر أصواتًا) منذ الولادة لثلاث شباب بالغين بأعمار (17 و24 و28) وفحصها بواسطة مجاهر ضوئيّة وإلكترونيّة. أظهرت النتائج وبشكل مثير للاهتمام أن هذه المخاطيَّات (مخاطيَّات الطيَّات الصوتيّة غير المُصَوِّتَة) كانت ناقصة التنسُّج وبدائية وكما هو الحال لدى حديثي الولادة لا تحتوي على رباط صوتيّ أو حيِّز راينكه أو بنية طبقيّة. تبدو الصفيحة المخصوصة، كما هو الحال لدى حديثي الولادة، تبدو ذات بنية مُوحِّدة. كما أن هناك بعض الخلايا النجميّة موجودة في البقعة الصفراء، ولكن هذه الدراسات أظهرت بعض علامات التنكُّس، وتُصنِّعُ اخللايا النجميّة جزيئات نيسج خارج خلويّ أقل، وتصبح النواتئ الهيوليّة أقصر وتنكمش، مما يقترح انخفاضًا في النشاط. تؤكد هذه النتائج الفرضيَّة القائلة بأن التصويت يحفِّز (يحرض) الخلايا النجميّة على إنتاج المزيد من النسيج خارج الخلويّ.

أبعد من ذلك، أظهر تيتز وآخرون باستخدام مُفاعل حيويّ مُصمِّم خصيصًا أن أرومات الليف المُعرَّضة للإثارة الميكانيكيّة أظهرت مستويات مختلفة من إنتاج النسيج خارج الخلويّ عن أرومات الليف التي لم تتعرَّض للإثارة الميكانيكيّة. كما وتؤدي تبدلات مستويات التعبير الجينيّ عن عناصر النسيج خارج الخلويّ كالفيبرونكتين وMMP1 والديكورين والفيبروموديولين وحمض الهيالورونيك سينثاز 2 وCD44 إلى تبدَّلات في صفات هذا النسيج. فجميع هذه الجينات مشتركة في إعادة تشكيل النسيج خارج الخلويّ، وبالتالي هذا يقترح أن القوى الميكانيكيّة المُطبَّقة على النسيج، تغيّر مستويات التعبير عن الجينات المرتبطة بالنسيج خارج الخلويّ، وهذا ما يسمح بدوره بوجود خلايا في هذا النسيج تُنظِّم تصنيع عناصر النسيج خارج الخلويّ، وبالتالي يؤثر على تركيب النسيج وبنيته وخصائصه الكيمائية الحيويّة. في النهاية، تُغلق مستقبلات سطح الخلية هذه العروة (إذا ما وضعنا ما سبق في مخطط مفاهيمي سيأخذ شكل العروة أو شبه الحلقة) بتغذية راجعة إلى الخلايا الموجودة في النسيج خارج الخلويّ المحيط بهذه المستقبلات، مؤثرةً بهذا على مستويات التعبير الجيني فيها.

#### تأثير الهرمونات
تقترح دراسات أخرى أن الهرمونات تلعب أيضًا دورًا هامًا في نضج الطيّة الصوتيّة. الهرمونات جزيئات تُفرز إلى مجرى الدم ليوصلها إلى مواقع هدف مختلفة. تُشجِّعُ الهرمونات عادةً النمو والتمايز والوظيفيّة في أعضاء وأنسجة مختلفة. وتعود تأثيراتها إلى قدرة هذه الهرمونات على الارتباط بمستقبلاتها الخلويّة، وتعديلها للتعبير الجينيّ وبالتالي تنظيم تصنيع البروتينات. دُرست التفاعلات بين الجهاز الصمَّاوي والأنسجة كالثدي مثلًا أو الخصى أو القلب أو العظام...إلخ، بشكل كثيف. وقد لُوحِظ بشكل واضح أن الحَنْجَرة تتأثر بشكل ما بالتغيرات الهرمونيّة، ومن الغريب أن دراسات قليلة جدًا تعمل على توضيح هذه العلاقة. يمكن ملاحظة تأثير التغيرات الهرمونية على الصوت عند المقارنة بين صوت الذكور والإناث، أو عند الاستماع إلى صوت مراهق يتغيَّر أثناء البلوغ. في الواقع، يُعتقد أن عدد المستقبلات الهرمونيّة في مرحلة قبل البلوغ أعلى مما هو عليه في أي مرحلة عمرية أخرى. كما لُوحظ أن الحيض أيضًا يؤثر على الصوت، وليس بغريب أن مدربي الغناء ينصحون المغنين بعدم القيام بأداء غنائي خلال الفترة السابقة للحيض، بسبب انخفاض جودة الصوت في هذه الفترة.

من المعروف أن الوظائف التصويتيّة للطيّة الصوتيّة تتغير من الولادة حتى الشيخوخة. تحدث أبرز التغيُّرات في التطور بين الولادة والبلوغ وفي سن الشيخوخة. وصف هيرانو وآخرون سابقًا تغيُّرات بنيوية عديدة تترافق مع التقدُّم بالعمر في نسيج الطيّة الصوتيّة. من هذه التغيرات مثلًا: قصر في الطيّة الصوتيّة الغشائيّة عند الذكور، وتثخّن في مخاطيّة الطيّة الصوتيّة وفي غطائها عند الإناث، وتطور وذمات في الصفيحة المخصوصة السطحيّة (الطبقة السطحيّة من الصفيحة المخصوصة) في الجنسين. وقد لاحظ الباحث هاموند وآخرون أن حمض الهيالورونيك في الصفيحة المخصوصة للطيّة الصوتيّة كان أعلى بشكل واضح في الذكور منه في الإناث. على الرغم من أن جميع هذه الدراسات أظهرت أن هناك تغيرات بنيوية ووظيفية تطرأ على الطيّة الصوتيّة البشريّة تترافق مع الجنس والتقدم بالعمر، لم تُقدم واحدة من هذه الدراسات شرحًا كاملًا للسبب الكامن وراء هذه التغيُّرات. في الواقع، بعض الدراسات القليلة فقط بدأت بالبحث عن وجود الهرمونات ودور مستقبلاتها في الطيّة الصوتيّة البشريّة. وجد نيومان وآخرون أن مستقبلات الهرمونات موجودة بالفعل داخل الطيّة الصوتيّة، وأظهر اختلاف التوزُّع الإحصائي بالنظر إلى العمر والجنس. وقد تعرَّفوا على وجود مستقبلات الأندروجين والإستروجين والبروجسترون في الخلايا الظهاريّة والحبيبيّة وأرومات الليف في الطيّة الصوتيّة، وهذا ما يقترح أن بعض التغيرات البنيوية المُشاهدة في الطيّة الصوتيّة يمكن إرجاعها إلى تأثيرات الهرمونات. في هذه الدراسة المتخصصة، وُجدت مستقبلات الأندروجين والبروجسترون في الطيّة الصوتيّة عند الذكور أشيع مما هو عليه في الطيّة الصوتيّة عند الإناث. في دراسات أخرى، اِقتُرح أن نسبة الإستروجين إلى الأندروجين مسؤولة جزئيًا عن تغيرات الصوت المُلاحظة في سن اليأس. وكما ذُكر سابقًا، فإن هاموند وآخرين أظهروا أن حمض الهيالورونيك في الطيّة الصوتيّة عند الذكور أكثر مما هو عليه عند الإناث. وقد لُوحِظ تواسط مستقبلات الإستروجين لأرومات الليف الأدميّة في زيادة التصنيع الحيويّ للكولاجين. وقد يكون هناك ارتباط بين مستويات الهرمون وتوزُّع النسيج خارج الخلويّ في الطيّة الصوتيّة اعتمادًا على العمر والجنس. وبشكل أكثر تخصيصًا، قد يكون هناك ارتباط بين المستويات المرتفعة من الهرمونات ومحتوى حمض الهيالورونيك في الذكور. على الرغم من إمكانية الحديث عن وجود علاقة بين مستويات الهرمون والتصنيع الحيويّ للنسيج خارج الخلويّ في الطيّة الصوتيّة، فإن تفاصيل هذه العلاقة وآليات هذا التأثير غير مشروحة حتى الآن.

## الوظيفة

### الذبذبة

الطيَّات الصوتيّة أثناء حركتها.

الحَنْجَرة المصدر الرئيسيّ (وليست المصدر الوحيد) للصوت في الكلام، حيث تولِّد الصوت من خلال فتح وإغلاق إيقاعيّ للطيّات الصوتيّة. وحتى تتذبذب الطيَّات الصوتيّة أثناء إخراج الهواء، ينبغي أن تتقارب الطيَّتان بما فيه الكافية حتى يزداد ضغط الهواء الموجود تحت الحنجرة. وباستمرار ازدياد هذا الضغط تندفع الطيَّتان، حيث يقود الجزء السفلي من الطيّة الجزء العلويّ. وكحركة شبيهه بالموجة يحدث انتقال في الطاقة من تدفُّق الهواء إلى أنسجة الطيّة. وفي الظروف الصحيحة الطبيعيّة، تكون الطاقة المنتقلة إلى أنسجة الطيّة كبيرة بما فيه الكفاية لتتغلب على الرخاوات والتخلخلات في النسيج عبر تبديدها وسيحافظ نموذج التذبذب على ذاته. في جوهر العملية، يتولَّد الصوت في الحنجة عبر تقطيع تدفُّق الهواء الثابت إلى نفثات صغيرة من الموجات الصوتيّة. (فيديو)
يتحدَّد الطابع المُتصوَّر لصوت شخص ما بعدة عوامل مختلفة، وبشكل أكثر أهمية التردد (التواتر) الأساسي للصوت المتولّد في الحنجرة. يتأثر التردد الأساسي بطول وحجم وتوتر الطيَّات الصوتيّة. تتراوح هذه الترددات بين 125 هرتز في الذكور البالغين و210 هرتز في الإناث البالغات وأكثر من 300 هرتز عند الأطفال. لمزيد من الاطِّلاع يمكن البحث عن Depth-Kymography وهي طريقة تصوي لإنشاء محاكاة افتراضيّة للحركات العمودية والأفقية المُعقَّدة للطيات الصوتيّة.

تولِّدُ الطيات الصوتية صوتًا غنيًا بالتناغمات. تنتج التوافقات عن اصطدام الطيَّتين الصوتيَّتين ببعضهما بعضًا أو عن طريق إعادة تدوير بعض الهواء إلى الخلف عبر الرغامى أو عبر الطريقتين معًا. يستطيع بعض المُغنين أن يعزلوا بعض التوافقات بطريقة تُحافظ على كون التوافقات غناءًا في أكثر من طبقة في الوقت ذاته وهي تقنية تُدعى الغناء بأكثر من طبقة أو غناء الحلق كما هو الحال في غناء الحلف توفان التقليديّ الشهير.

## الأهمية السريرية

### تعافي الإصابات
تعافي الإصابات عملية إعادة بناء طبيعيّة في الأنسجة الأدميّة والبشريّة (بشرة) تتضمن سلسلة من الأحداث الكيميائية الحيويّة. هذه الأحداث مُعقَّدة ويمكن تصنيفها إلى ثلاث مراحل: الالتهاب والتكاثر وإعادة نمذجة النسيج. إن الدراسات التي أُجريت على تعافي إصابات الطيّات الصوتيّة البشريّة ليست بكثرة الدراسات التي أُجريت على نماذج الحيوانات وذلك يُرجع إلى محدودية الوصول إلى الطيّات الصوتيّة البشريّة. هناك ظواهر مرضيّة حميدة أُخرى السلائل وعُقيدات الطيّات الصوتيّة والوذمة وهي تسبق الاضطراب على الصوت.

إن أي إصابة في الطيّات الصوتيّة البشريّة تُحدث عملية تعافي إصابة تتظاهر بترسب كولاجين غير منتظم وبالنهاية تشكيل ندبة نسيجيّة. استطاعت فيردوليني ومجموعتها أن تحدد وتصف استجابة النسيج الدقيقة في نموذج طيّة صوتيّة لأرنب. واستطاعوا قياس التعبير عن واسمين كيميائيين حيويين هما: الإنترلوكين1 والبروستاغلاندين E2، اللذان يترافقان مع التعافي من الإصابة الحادة. وجدوا أن إفرازات هذه الوسائط الالتهابيّة ارتفعت بشكل ملحوظ عند جمعها من طيّة
صوتيّة مُصابة مُقارنة بما جُمع من طيّة صوتيّة سليمة. توافقت هذه النتيجة مع دراستهم السابقة عن وظيفة IL-1 وPGE-2 في تعافي الإصابات. قد يفسر التحقق في أمر الاستجابة الالتهابية المؤقتة وحجمها في الطيّات الصوتيّة، قد يفسر الأحداث المرضيّة اللاحقة في إصابات الطيّة الصوتيّة، التي ويُعتبر هذا الأمر مُفيدًا بالنسبة للطبيب السريريّ لتطوير أهدافه العلاجيّة للتقليل من تشكيل الندبة. في مرحلة تكاثر من تعافي إصابة الطيّة الصوتيّة، إذا كان إنتاج حمض الهيالورونيك والكولاجين غير متوازن، الأمر الذي يعني أن مستويات حمض الهيالورونيك أقل من الطبيعيّ، لا يمكن تنظيم عملية تليُّف الكولاجين. وبالتالي فإن النمط التجددي لتعافي الإصابة يتحول إلى تشكيل ندبة. قد يؤدي حدوث الندبة إلى تشوُّه في حافة الطيّة الصوتيّة وبالتالي تشوّه في توزّع لزوجة وصلابة الصفيحة المخصوصة. المرضى الذي يُعانون من ندبة طيّة صوتيّة يشتكون من زيادة الجهد الصوتيّ ومن التعب الصوتي وضيق النفس وخلل النطق. تُعتبر ندبة الطيّة الصوتيّة أحد التحديات الكبيرة بالنسبة لأطباء الأنف والأذن والحنجرة لأنه يصعب تشخيصها في المرحلة الجرثومية وبسبب حساسيّة وأهميّة وظيفة النطق.

## التاريخ

### اشتقاق الاسم
يُستخدم مُصطلح الحبال الصوتيّة Vocal cords (وغالبًا ما تُكتب بشكل خاطئ في اللغة الإنجليزيّة Vocal chords) بشكل واسع للإشارة إلى الطيَّتين الصوتيَّتين أو اللوحتين الصوتيَّتين. صاغ هذا المصطلح عالم التشريح الفرنسيّ أنطوني فيرن عام 1741، فقد افترض في كتابه مقارنة بين الكمان وصوت الإنسان، افترض أن الهواء المتحرك بتصرَّف كالقوس على cordes vocales «الحبال الصوتيّة». أما اللفظ البديل في اللغة الإنجليزيّة فهو vocal chords ويمكن إرجاعه بشكل احتماليّ إلى الدلالات الموسيقيّة أو بسبب الخلط مع التعريف الهندسيّ لكلمة chord. وبينما لكلي اللفظين سوابق تاريخيّة، فإن الهجاء الأمريكي القياسي هو 'vocal cords'. وتبعًا لقاموس أوكسفورد للأصول (اللغويّة)، فإن قاعدة بيانات النصوص في القرن الواحد والعشرين التي تحتوي على كل كلمة من المقالات المجليّة الأكاديميّة وحتى الكتابات والتدوينات غير المُعدَّلة بالكامل، فإن الكتاب المعاصرين اختاروا كلمة chords غير القياسيّة بدلًا من cords 49% من الوقت، جديرٌ بالذكر أيضًا أن لفظ 'vocal cords' عياريّ أيضًا في المملكة المتحدة وأستراليا.

## صور إضافية

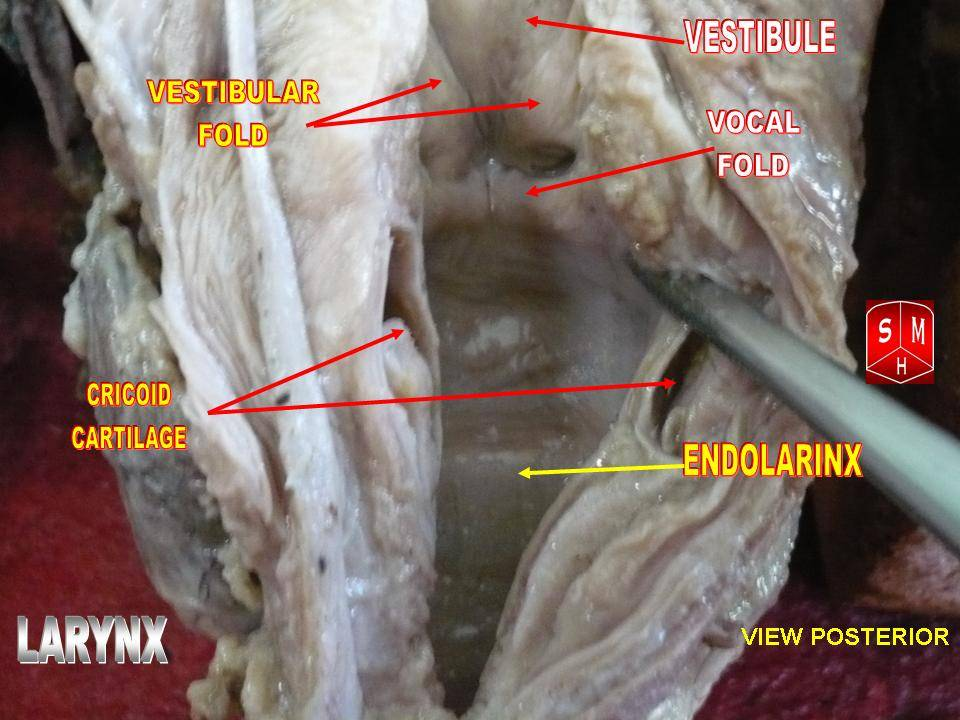
الطيَّات الصوتيّة.
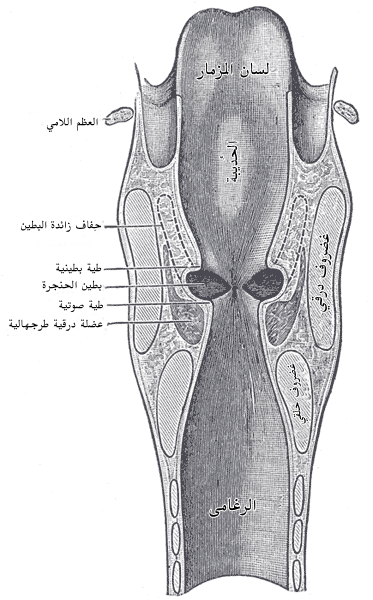
مقطع جبهي في الحنجرة والجزء العلويّ من الرغامى.
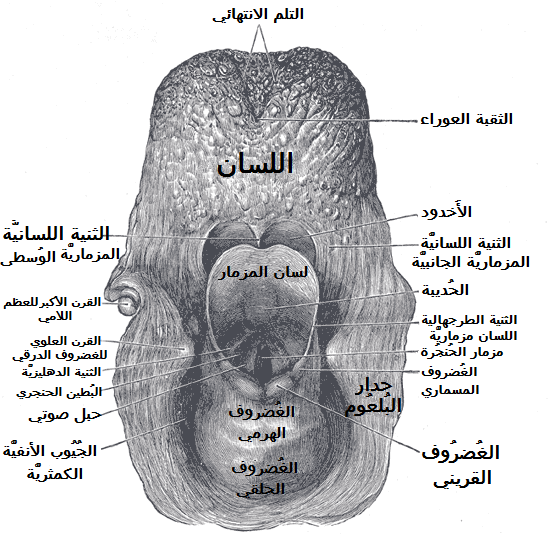
مدخل الحنجرة كما يبدو من الخلف.
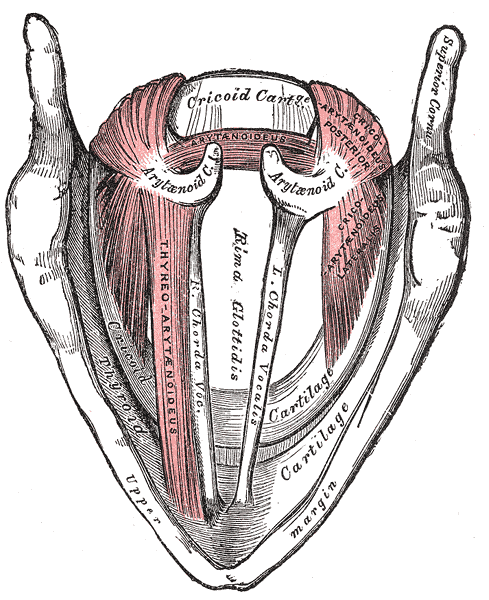
عضلات الحنجرة كما تُرى من الأعلى.